# Ao Vivo e A Cores
"Ao Vivo e A Cores" é uma canção gravada pela dupla sertaneja Matheus & Kauan com a participação da cantora brasileira Anitta para o álbum da dupla Intensamente Hoje! (2018). Foi lançada nas plataformas digitais e rádios no dia 11 de maio de 2018 pela Universal Music.

## Vídeo musical
Gravado em São Paulo, as filmagens do clipe ocorreram em 29 de novembro de 2017 em um karaokê no Bairro da Liberdade, com direção de Joana Mazzucchelli. O lançamento ocorreu em 11 de maio de 2018 no canal oficial da dupla no YouTube.
A história de “Ao Vivo e A Cores” começou quando, em mais um pedido insistente da dupla, Anitta topou participar da música. "Essa música é muito especial, a gente já estava pensando em gravar alguma coisa com ela havia muito tempo e deu muito certo. O clipe tem uma parada de karaokê, então é uma coisa bem inovadora. A galera está curtindo muito", comenta Kauan. “Eu adoro os dois! A gente se divertiu muito na gravação. Eles são artistas de ponta e muito queridos. Foi uma alegria participar dessa canção. A história se passa dentro do sonho dessa garçonete, que imagina estar cantando com Matheus e Kauan”, comemora Anitta.

## Desempenho nas tabelas musicais

### Paradas semanais
| Tabela musical (2018)                     | Melhor posição |
| ----------------------------------------- | -------------- |
| Brasil (Billboard Brasil Hot 100 Airplay) | 13             |
| Brasil (Top 50 Streaming Mensal)          | 1              |

## Histórico de lançamento
| Região | Data               | Formato(s)                   | Gravadora       |
| ------ | ------------------ | ---------------------------- | --------------- |
| Brasil | 11 de maio de 2018 | - Download digital - Airplay | Universal Music |